# La Révolution sociale
Pour le concept général, voir Révolution sociale.
La Révolution sociale est un journal anarchiste hebdomadaire fondé le 12 septembre 1880 par l'agent provocateur Égide Spilleux, dit Serreaux, dit Genlis, et financé par Louis Andrieux, préfet de police,.
Selon Jean-Marc Berlière, historien et spécialiste de l'histoire des polices en France, « depuis l'aveu qu'en fit Andrieux, on sait que La Révolution sociale — le premier journal anarchiste publié à Paris de septembre 1880 à septembre 1881 — fut subventionnée par la préfecture de police et qu'Andrieux lui-même y écrivit des articles ».
Jean Maitron dans Le Mouvement anarchiste en France précise : « 1880-1881 : Paris est la seule ville où paraît un journal anarchiste — La Révolution sociale — mais on ne peut attacher d'intérêt à cette publication en raison de l'origine policière des fonds qui l'alimentaient ».

## Éléments historiques
Le premier journal anarchiste à Paris parait le 12 septembre 1880 grâce aux fonds mis à disposition par le préfet de police Louis Andrieux. Ce dernier résume ainsi ses motivations dans son livre, Souvenirs d'un préfet de police, publié en 1885 : « On ne supprime pas les doctrines en les empêchant de se produire... Donner un journal aux anarchistes, c'était d'ailleurs placer un téléphone entre la salle de conspirations et le cabinet du préfet de police ».
Dès son premier numéro, le journal consacre une rubrique à la fabrication des bombes sous le titre « Études scientifiques ». Cette dernière se développera rapidement dans d'autres journaux anarchistes (La Lutte, Le Drapeau noir, La Varlope, La Lutte sociale) sous les noms de « Produits antibourgeois » ou  d'« Arsenal scientifique ». 
Égide Spilleux prend contact avec les anarchistes de Paris en 1880. Il est alors recommandé par Antoine Crié, un compagnon anarchiste, professeur de français à Bruxelles. Il attire l'attention sur lui par l'éloquence de sa défense de l'action violente. Interrogé sur la provenance de l'argent, Égide Spilleux désigne une Anglaise de ses amies prête, selon lui, à verser 3000 francs, plus 1500 francs pendant six mois pour le journal.  Pour vérifier les propos d'Égide Spilleux, plusieurs anarchistes habitant Londres, dont Émile Gautier, prirent contact avec cette généreuse donatrice qui confirma ses sympathies pour la cause anarchiste. 
Étant de nationalité belge, Égide Spilleux se voit refuser le droit de fonder un  journal en France par le chef du deuxième bureau, dit « de la presse », à la Préfecture de police. C'est donc Victor Ricois qui assume la fonction de gérant-propriétaire « officiel ».    
Louis Andrieux écrit lui-même quelques articles pour le journal et se vante d'avoir suggéré le premier attentat anarchiste en France. La cible retenue est la statue d'Adolphe Thiers, le « boucher de la Commune », à Saint-Germain-en-Laye. L'attentat a lieu dans la nuit du 15 au 16 juin 1881 mais ne fait aucun dégât, au plus une mince tache noire. 
Rapidement, certains compagnons s'émeuvent de la désinvolture avec laquelle La Révolution sociale fait paraître leurs noms et adresses. La parution du journal prend fin le  18 septembre 1881 sur une lettre d'adieu d'Égide Spilleux.

### Source primaire
- Louis Andrieux, Souvenirs d'un préfet de police, Paris, J. Rouff, 1885, [lire en ligne].  p 339-342 sur 356